# Vladimir Aïtoff
Vladimir Aïtoff (Párizs, 1879. augusztus 5. – Párizs, 1963. szeptember 6.) olimpiai bajnok francia rögbijátékos, orvos, katona.
Az 1900. évi nyári olimpiai játékokon rögbiben aranyérmes lett a francia válogatottal.
Orvosi diplomát szerzett és harcolt az első világháborúban. A Francia Köztársaság Becsületrendje kitüntetést is megkapta. A két világháború között mint orvos dolgozott. A második világháborúban a buchenwaldi koncentrációs táborban kilenc hónapig raboskodott. Lánya Irene Aïtoff zongoraművész.